# Giovanni Bonanno (militare)
Giovanni Bonanno (Misilmeri, 13 settembre 1913 – Vidauban, 15 giugno 1940) è stato un militare e aviatore italiano, decorato con la medaglia d'oro al valor militare alla memoria nel corso della seconda guerra mondiale.

## Biografia
Nacque a Misilmeri, provincia di Palermo, il 13 settembre 1919-. Dopo aver frequentato la Scuole di avviamento industriale di Palermo fu assunto presso la locale filiale dell'Alfa Romeo. Appassionatosi al mondo dell'aviazione, nel novembre 1938 si arruolò nella Regia Aeronautica. Fu subito inviato alla Scuola tecnica "Bernini" di Napoli dove seguì il 19º Corso normale motoristi della 4ª Zona Aerea Territoriale (Z.A.T.), venendo nominato motorista nell'ottobre 1939. Passato in forza al 7º Stormo Bombardamento Terrestre di stanza a Lonate Pozzolo, fu nominato aviere scelto nel mese di dicembre. All'atto della dichiarazione di guerra da parte del Regno d'Italia a Francia e Gran Bretagna, avvenuta il 10 giugno 1940, si trasferì alla 172ª Squadriglia Autonoma Ricognizione Strategica di stanza sull'aeroporto di Bresso, ed equipaggiata con i Fiat B.R.20 Cicogna. Il 15 giugno decollò su un B.R.20 per eseguire una missione di ricognizione strategica nel corso della battaglia delle Alpi Occidentali. Il suo velivolo fu intercettato ed abbattuto su cielo di Cannet-des-Maures. Rimasto ferito, mentre stava per abbandonare l'aereo in fiamme non esitò ad aiutare il suo comandante gravemente ferito, rimanendo così ucciso. Per onorarne la memoria fu decretata la concessione della Medaglia d'oro al valor militare.

### Fonti
1. 1 2 3 4  Ufficio Storico Stato Maggiore dell'Aeronautica 1969, p. 134.
2. 1 2 3 4 5 6 7  Combattenti Liberazione.
3. ↑  Sito web del Quirinale: dettaglio decorato.
4. ↑  Bollettino Ufficiale 1940 disp.35, pag.1190, e Bollettino Ufficiale 1942 disp.8, pag.366.